# 東京ガールズコレクション
『東京ガールズコレクション』（とうきょうガールズコレクション、略称：TGC）は、日本のファッションイベント。若年女性向けの既製服を対象とした服飾製品の販売会と、それに付随するファッションショー、およびライブを主なコンテンツとしている。日本最大級のファッションの祭典と名高い。

## 概要
2005年8月に始まり、東京近郊の会場で年2回のペースで開催。株式会社W TOKYO（旧 株式会社W media、旧 株式会社F1メディア)のメンバーを中心に形成される東京ガールズコレクション実行委員会によって運営、施策されている。
「日本のリアルクローズを世界へ」をテーマとし、海外への情報発信・外国人客誘致を狙い外務省と国土交通省がバックアップしている。第1回から第3回迄渋谷国立代々木競技場第一体育館（以下、代々木第一体育館）、2007年3月の第4回以降は、新横浜の横浜アリーナやさいたま新都心のさいたまスーパーアリーナでも開催されている。さらに東京近郊での年2回の開催のほかに、沖縄、名古屋、北京といった国内外の都市でも開催されている。“世界でも類を見ない大規模なファッションショー”として、パリで開かれた「ジャパン・エキスポ」でも2006年7月8日に開催され、好評を博したと報じられた。
パリコレクションなどの既存のコレクション（ファッションショー）が、服飾メーカーデザイナーの新作をバイヤー、マスメディアらアパレル・ファッション関係業を中心に紹介することを目的としているのに対して、東京ガールズコレクションは、10代後半から20代の一般女性を対象とした小売販売を目的とする。
主催者が、“リアル・クローズ（現実性のある服）”と提唱するファッション性がある普段着を、舞台上でモデルに着せ、会場やインターネットでショーの様子を配信し、その場で携帯サイト・インターネットサイトを通じて販売する。
イベントでは女性向けファッション雑誌で人気のモデルが多数出演するほか、有名俳優・タレントもゲストモデルとして登場する。また有名歌手のライブも行われるなど、多くの若い女性からの人気を博している。2025年3月に行われた第40回では現職としては初めて内閣総理大臣の石破茂がゲスト出演した。

## 歴史
携帯ファッションサイト「girlswalker.com」開設5周年を記念して、当時ウェブマスター編集長でもあった大浜史太郎がイベントを発案し実行委員長に就任。大浜はコレクションのテーマを「日本のリアルクローズを世界へ」、そしてコンセプトを「ブランディング・ジャパン」 とした。当初はタイトルを「東京ガールズウォーカーコレクション」とする予定だったが、日本のリアルクローズを世界へ発信する日本文化発信のお祭りにすることを意図して東京ガールズコレクションという現在のコレクション名に大浜が命名し、「初回から2億6,000万円以上をかけた豪華なランウェイとして、東京のリアルファッションを体感するフェスタ」として披露された。
第二回東京ガールズコレクションは、カイカイキキ主宰のアーティスト村上隆と大浜が意気投合し、趣向を凝らした強力コラボレーションが実現。「アートをお祭りにしたGEISAIと、ランウェイの服をケータイで買えるというTGCは、ヒエラルキーを度外視したスーパーフラットという点で共通」し、GUCCIグループを率いるPPR社のオーナーであるフランソワ・ピノーも来場し「力強く素晴らしい」と評価された。
2008年、財務責任者の横領事件に端を発したブランディングの経営不振により大浜はTGCの商標権を売却、その後運営会社（株式会社F1メディア）も売却し一旦TGCを離れる。大浜から運営会社を買収した2代目オーナーが朝鮮総連との関連を報道される など、一時運営環境が悪化した。その後、現TGCメインプロデューサーの村上範義が運営会社を買収し、流出した商標権は商標は映像コンテンツ会社・DLEが2015年6月8日に知財ファンドから8億円で取得している。さらにDLEは2016年9月に株式会社W mediaを買収したことにより、ようやく運営と商標権が一体となった。
なお2016年5月には、大浜史太郎が実質的に経営するシンガポール企業を通じてTGCの海外28カ国・地域の開催権利を取得し、部分的ではあるがTGCに復帰することが明らかになった。
2019年6月20日付にて、運営会社であるW TOKYOの株式譲渡契約が締結。マイナビ、カルチュア・エンタテインメント、トランザクションや、藤野英人、片山晃、東義和を含む投資家が株式を取得し、新株主体制に移行した。6月28日までにDLEと全取得者との間で譲渡が完了した。

## 派生イベント
TGCから、より若い10代女性を対象とした「渋谷ガールズコレクション (SGC)」 が派生していたが3回で終了した。その後2015年より計4回開催された「TGC CAMPUS」を経て、2019年より、新たな10代女性向けイベント「TGC teen」が開催されている。

## 沿革
※は日本国内地方都市開催。

### 2005年 - 2009年
- 第1回（2005年8月7日）- Yahoo! JAPAN presents 東京ガールズコレクション2005 Autumn/Winter（東京都・代々木第一体育館）
- 第2回（2006年3月11日）- Yahoo! JAPAN presents Tokyo Girls Collection 2006 Spring/Summer（代々木第一体育館）
  - 2006年7月8日 - JAPAN EXPO（ジャパンエキスポ）の一環として、TOKYO STYLE COLLECTION（東京スタイルコレクション）が  フランス パリ・ノール見本市会場にて開催された。
- 第3回（2006年9月3日）- DCMX presents Tokyo Girls Collection 2006 AUTUMN/WINTER（代々木第一体育館）- 経済産業省主導のジャパンファッションウィーク（JFW）に連動する形で開催された。
  - 2006年10月9日には、10 - 20代前半を対象とした渋谷ガールズコレクションが、新木場STUDIO COAST（東京都江東区）にて開催された。
- 第4回（2007年3月3日）- DCMX presents Tokyo Girls Collection 2007 SPRING/SUMMER（神奈川県・横浜アリーナ）
  - 2007年3月26日 - 東京ガールズコレクション in 北京（ 中国 北京・中国国際展覧中心）[19]
- 第5回（2007年9月2日）- Tokyo Girls Collection 2007 AUTUMN/WINTER（埼玉県・さいたまスーパーアリーナ）
  - 2007年9月17日- 第2回渋谷ガールズコレクション by teenswalker.com 2007 AUTUMN/WINTER（東京都・新木場STUDIO COAST）
- 第6回（2008年3月15日）- TOYOTA PASSO presents TOKYO GIRLS COLLECTION by girlswalker.com 2008 SPRING/SUMMER（代々木第一体育館）
- 第7回（2008年9月6日）- TOKYO GIRLS COLLECTION by girlswalker.com 2008 AUTUMN/WINTER（代々木第一体育館）
- 第8回（2009年3月7日）- TOYOTA Vitz presents TOKYO GIRLS COLLECTION by girlswalker.com '09 S/S（代々木第一体育館）
  - 2009年3月8日 - 第3回SHIBUYA GIRLS COLLECTION '09 S/S（代々木第一体育館）。前日開催のTGCと同じ会場で、初の連日開催を行った。
- 第9回（2009年9月5日）- TOKYO GIRLS COLLECTION by girlswalker.com '09 A/W（代々木第一体育館）

### 2010年 - 2014年
この時期に入ると、東京以外での展開にも力を入れ始める。
- 第10回（2010年3月6日） - TOKYO GIRLS COLLECTION by girlswalker.com '10 S/S（横浜アリーナ）
  - 2010年4月24日 - ※Mercedes-Benz presents 東京ガールズコレクション in 沖縄（沖縄県宜野湾市・沖縄コンベンションセンター）初の国内地方都市開催。
- 第11回（2010年9月4日） - TOKYO GIRLS COLLECTION by girlswalker.com '10 A/W（さいたまスーパーアリーナ）観客者数が初めて3万人を超える。
  - 2011年2月19日 - ※東京ガールズコレクション in 名古屋（愛知県名古屋市東区・ナゴヤドーム）[20]。初のドーム会場での開催。
- 第12回（2011年3月5日）- TOKYO GIRLS COLLECTION by girlswalker.com '11 S/S（代々木第一体育館）
  - 2011年3月13日 - ※東京ガールズコレクションナイト in 沖縄の開催が予定されていたが、東日本大震災のため自粛し開催中止[21]。
- 第13回（2011年9月3日） - TOKYO GIRLS COLLECTION by girlswalker.com '11 A/W（さいたまスーパーアリーナ）この回のみ会場名が「さいたまスマイルアリーナ」に変更されている。
  - 2011年12月23日 - ※東京ガールズコレクション Sweet Xmas Edition supported by 宮崎恋旅（宮崎県宮崎市、フェニックス・シーガイア・リゾート・シーガイアコンベンションセンター）
- 第14回（2012年3月3日） - TOKYO GIRLS COLLECTION by girlswalker.com 2012 Spring & Summer（横浜アリーナ）特別ゲストKARA[22]、『リンカーン』メンバー
  - 2012年9月1日 - ※第2回東京ガールズコレクション in 名古屋 2012（ナゴヤドーム）
- 第15回（2012年10月13日） - TOKYO GIRLS COLLECTION by girlswalker.com 2012 A/W（さいたまスーパーアリーナ）
  - 2012年11月24日 - ※琉球アジアコレクション 2012 with 東京ガールズコレクション（沖縄コンベンションセンター）コラボレーションによるイベント。
- 第16回（2013年3月2日） - TOKYO GIRLS COLLECTION by girlswalker.com '13 S/S（代々木第一体育館）
  - 2013年3月30日 - ※東京ガールズコレクション Spring Live Edition supported by 宮崎恋旅（宮崎県・延岡市西階総合運動公園陸上競技場）初の野外会場での開催。
- 第17回（2013年8月31日） - TOKYO GIRLS COLLECTION by girlswalker.com '13 A/W（さいたまスーパーアリーナ）
  - 2013年10月26日 - ※TGC Night Halloween Party in OSAKA（大阪府大阪市福島区・堂島リバーフォーラム、中之島バンクス）。初の関西地方での開催。
- 第18回（2014年3月1日） - TOKYO GIRLS COLLECTION by girlswalker.com '14 S/S（代々木第一体育館）
  - 2014年4月29日 - ※東京ガールズコレクション in 福島 2014 supported by XEBIO GROUP（福島県・ビッグパレットふくしま）。初の東北地方での開催。
  - 2014年6月7日 - TGC Night FRESH CAMPUS EDITION（東京都渋谷区・SHOWER LOUNGE PLUS）
- 第19回（2014年9月6日） - TOKYO GIRLS COLLECTION by girlswalker.com '14 A/W（さいたまスーパーアリーナ）
  - 2014年10月4日 - ※TGC Night in NAGOYA 2014 -Sky Lounge Party-（名古屋市中村区・ミッドランドスクエア スカイプロムナード）
  - 2014年10月25日 - ※TGC Night Halloween Party in OSAKA 2014（堂島リバーフォーラム）
  - 2014年12月20日 - TGC Night Sweets Xmas Party（SHOWER LOUNGE PLUS）
    - 初の名古屋・大阪・東京と続けて「TGC Night」を開催。

### 2015年 - 2019年
この時期に入ると、2020年夏季オリンピック・パラリンピック開催に伴う「箱不足」問題がより深刻となり、代々木体育館は耐震改修工事並びにスポーツ優先の方針で第24回を最後に使えなくなった。代わりの本会場として使っている横浜アリーナ・さいたまスーパーアリーナについても他のイベントと日程を争う状況となっている。
また地方開催についても、地方拠点都市へのシフトが行われ、西日本での開催が大阪から北九州に移ったほか、2017年には広島県で初めて開催。翌2018年には富山県で初めて開催された。
- 第20回（2015年2月28日） - TOKYO GIRLS COLLECTION by girlswalker.com '15 S/S（代々木第一体育館）
  - 2015年5月16日 - TOKYO GIRLS COLLECTION PRESENTS TGC CAMPUS 2015 supported by 渋谷肉横丁（東京都渋谷区・T2 SHIBUYA）
- 第21回（2015年9月27日） - TOKYO GIRLS COLLECTION by girlswalker.com '15 A/W（代々木第一体育館）[23][24]
  - 2015年10月17日 - ※takagi presents TGC KITAKYUSHU 2015 by TOKYO GIRLS COLLECTION（福岡県北九州市小倉北区、西日本総合展示場新館）[25]
  - 2015年12月19日 - TOKYO GIRLS COLLECTION PRESENTS TGC CAMPUS 2015 Xmas Edition supported by beachwalkers.（T2 SHIBUYA）
- 第22回（2016年3月19日） - TOKYO GIRLS COLLECTION by girlswalker.com 2016 SPRING/SUMMER（代々木第一体育館）[26]
  - 2016年3月20日 - TOKYO GIRLS MUSIC FES. 2016 supported by Samantha Thavasa（代々木第一体育館）。同じ会場で連日開催される、TGCプロデュースの音楽フェスティバル。
  - 2016年5月21日 - TOKYO GIRLS COLLECTION PRESENTS TGC CAMPUS 2016 supported by beachwalkers.（東京都西麻布・alife）
- 第23回（2016年9月3日） - TOKYO GIRLS COLLECTION by girlswalker.com 2016 AUTUMN/WINTER（さいたまスーパーアリーナ）[27]
  - 2016年10月9日 - ※takagi presents TGC KITAKYUSHU 2016 by TOKYO GIRLS COLLECTION（西日本総合展示場新館）
- 第24回（2017年3月25日） - TOKYO GIRLS COLLECTION by girlswalker.com 2017 SPRING/SUMMER（代々木第一体育館）[28]
  - 2017年3月26日 - TOKYO GIRLS MUSIC FES. 2017（代々木第一体育館）
  - 2017年5月21日 - TOKYO GIRLS COLLECTION PRESENTS TGC CAMPUS 2017 supported by beachwalkers.（alife）
- 第25回（2017年9月2日） - マイナビ presents TOKYO GIRLS COLLECTION by girlswalker.com 2017 AUTUMN/WINTER（さいたまスーパーアリーナ）[29]
  - 2017年10月21日 - ※takagi presents TGC KITAKYUSHU 2017 by TOKYO GIRLS COLLECTION（西日本総合展示場新館） 本来形式での地方開催3回目突入・連続開催はこれが初。
  - 2017年12月9日 - ※Istyle presents TGC HIROSHIMA 2017 by TOKYO GIRLS COLLECTION（広島県広島市中区・広島グリーンアリーナ）
- 第26回（2018年3月31日） - マイナビ presents TOKYO GIRLS COLLECTION by girlswalker.com 2018 SPRING/SUMMER（横浜アリーナ）[30]
  - 2018年4月1日 - TOKYO GIRLS MUSIC FES. 2018（横浜アリーナ）
  - 2018年7月21日 - ※PRESTIGE INTERNATIONAL presents TGC TOYAMA 2018 by TOKYO GIRLS COLLECTION（富山県・富山市総合体育館） 北陸初開催[31]。
- 第27回（2018年9月1日） - マイナビ presents TOKYO GIRLS COLLECTION by girlswalker.com 2018 AUTUMN/WINTER（さいたまスーパーアリーナ）[32]
  - 2018年10月6日 - ※takagi presents TGC KITAKYUSHU 2018 by TOKYO GIRLS COLLECTION（西日本総合展示場新館） 地方開催4回目突入（連続開催）はこれが初。
  - 2019年1月12日 - ※TGC SHIZUOKA 2019 for SDGs by TOKYO GIRLS COLLECTION（静岡県・ツインメッセ静岡）
- 第28回（2019年3月30日） - マイナビ presents 東京ガールズコレクション 2019 SPRING/SUMMER（横浜アリーナ）[33]
  - 2019年3月31日 - TOKYO GIRLS MUSIC FES. 2019（横浜アリーナ）
  - 2019年4月20日 - ※TGC KUMAMOTO 2019 by TOKYO GIRLS COLLECTION（熊本県・グランメッセ熊本）
  - 2019年7月27日 - ※PRESTIGE INTERNATIONAL presents TGC TOYAMA 2019 by TOKYO GIRLS COLLECTION（富山市総合体育館） 2年連続開催[34][35]。
  - 2019年7月29日 - TGC teen 2019 Summer（新木場 STUDIO COAST）TGC teen第1回
- 第29回（2019年9月7日） - マイナビ presents 東京ガールズコレクション 2019 AUTUMN/WINTER（さいたまスーパーアリーナ）[36]
  - 2019年12月25日 - TGC teen 2019 Winter（新木場 STUDIO COAST）

### 2020年 - 2024年
- - 2020年1月11日 - ※TGC SHIZUOKA 2020 for SDGs by TOKYO GIRLS COLLECTION（ツインメッセ静岡）
- 第30回（2020年2月29日） - マイナビ 東京ガールズコレクション 2020 SPRING/SUMMER（代々木第一体育館）[37]新型コロナウイルス感染症の感染拡大防止のため無観客での開催となった[38][39]。
  - 2020年7月4日（開催延期） - ※PRESTIGE INTERNATIONAL presents TGC TOYAMA 2020 by TOKYO GIRLS COLLECTION（富山市総合体育館） 3年連続開催予定であったが[40]、新型コロナウイルス感染症の感染拡大防止のため開催延期となった[41]。
  - 2020年8月2日 - TGC teen 2020 Summer online（オンライン開催）
- 第31回（2020年9月5日） - マイナビ 東京ガールズコレクション 2020 AUTUMN/WINTER ONLINE（さいたまスーパーアリーナ）新型コロナウイルス感染症の感染状況や、政府から発表されたイベント開催制限規制緩和措置の見送り等を受け、オンライン配信で実施となった。
  - 2020年11月13日 - TGC teen 2020 Winter online supported by TOKYU PLAZA SHIBUYA（オンライン開催）
- 第32回（2021年2月28日） - マイナビ 東京ガールズコレクション 2021 SPRING/SUMMER（代々木第一体育館）新型コロナウイルス感染症の感染拡大防止と緊急事態宣言の為、オンラインでの開催となった。
  - 2021年7月27日 - TGC teen 2021 Summer supported by KIREIMO（USEN STUDIO CORST）オンライン開催
- 第33回（2021年9月4日） - マイナビ 東京ガールズコレクション 2021 AUTUMN/WINTER（さいたまスーパーアリーナ）新型コロナウイルス感染症の感染拡大防止と緊急事態宣言の為、オンラインでの開催となった[42]。
  - 2021年11月20日 - TGC teen 2021 Winter（東京都渋谷区・恵比寿 The Garden Hall）
- 第34回（2022年3月21日） - マイナビ 東京ガールズコレクション 2022 SPRING/SUMMER（代々木第一体育館）新型コロナウイルス感染症の感染拡大防止対策をとりながらの2年半ぶりの有観客開催となった[43]。
  - 2022年5月8日 - ※TGC teen 2022 Fukuoka（福岡市中央区・Zepp Fukuoka）
  - 2022年8月11日 - ※TGC teen 2022 Osaka（大阪市此花区・Zepp Osaka Bayside）
- 第35回（2022年9月3日）- マイナビ 東京ガールズコレクション 2022 AUTUMN/WINTER（さいたまスーパーアリーナ）
  - 2022年10月22日 - ※TGC FES YAMANASHI 2022（山梨県・河口湖ステラシアター）
  - 2022年11月13日 - TGC teen 2022 Tokyo supported by Up-T（東京都渋谷区・LINE CUBE SHIBUYA）
  - 2022年11月19日 - ※TGC KITAKYUSHU 2022 by TOKYO GIRLS COLLECTION（西日本総合展示場新館）
  - 2023年1月14日 - ※SDGs推進 TGC しずおか 2023 by TOKYO GIRLS COLLECTION（ツインメッセ静岡北館）
  - 2023年2月11日 - ※oomiya presents TGC WAKAYAMA 2023 by TOKYO GIRLS COLLECTION（和歌山県・和歌山ビッグホエール）
- 第36回（2023年3月4日）- マイナビ 東京ガールズコレクション 2023 SPRING/SUMMER（代々木第一体育館）
  - 2023年5月27日 - ※TGC teen ICHINOSEKI 2023（岩手県・一関市総合体育館ユードーム）
  - 2023年8月4日 - TGC teen 2023 Summer（代々木第二体育館）
- 第37回（2023年9月2日）- マイナビ 東京ガールズコレクション 2023 AUTUMN/WINTER（さいたまスーパーアリーナ）
  - 2023年10月7日 - ※CREATEs presents TGC KITAKYUSHU 2023 by TOKYO GIRLS COLLECTION（西日本総合展示場新館）
  - 2023年10月21日 - ※TGC FES YAMANASHI 2023（河口湖ステラシアター/河口湖総合公園）
  - 2023年11月11日、12日 - ※BISHU COLLECTION produced by TGC（愛知県一宮市・真清田神社/本町商店街）
  - 2023年11月12日 - TGC teen 2023 Winter supported by SIW2023（LINE CUBE SHIBUYA）
  - 2024年1月13日 - ※TGC SHIZUOKA 2024 for SDGs by TOKYO GIRLS COLLECTION（ツインメッセ静岡北館大展示場）
  - 2024年2月3日 - ※oomiya presents TGC WAKAYAMA 2024 by TOKYO GIRLS COLLECTION（和歌山ビッグホエール）
- 第38回（2024年3月2日）- マイナビ 東京ガールズコレクション 2024 SPRING/SUMMER（代々木第一体育館）
  - 2024年4月13日 - ※麻生専門学校グループ presents TGC KUMAMOTO 2024 by TOKYO GIRLS COLLECTION（グランメッセ熊本）
  - 2024年6月1日 - ※TGC teen ICHINOSEKI 2024（一関ヒロセユードーム）
  - 2024年7月13日 - ※TGC MATSUYAMA 2024 by TOKYO GIRLS COLLECTION（愛媛県松山市・愛媛県武道館）四国初開催
  - 2024年8月11日 - ※EMPOWER MIYAGI FES. produced by TGC（宮城県・仙台国際センター）
  - 2024年8月30日 - TGC teen 2024 Summer supported by Up-T（東京都江東区・Zepp DiverCity(TOKYO)）
- 第39回（2024年9月7日）- マイナビ 東京ガールズコレクション 2024 AUTUMN/WINTER（さいたまスーパーアリーナ）
  - 2024年10月12日 - ※CREATEs presents TGC KITAKYUSHU 2024 by TOKYO GIRLS COLLECTION（西日本総合展示場新館）
  - 2024年11月3日 - TGC teen 2024 Winter（東京都港区・NEW PIER HALL）

### 2025年 - 現在
- - 2025年1月11日 - ※TGC SHIZUOKA 2025 for SDGs by TOKYO GIRLS COLLECTION（ツインメッセ静岡北館大展示場）
- 第40回（2025年3月1日）- マイナビ 東京ガールズコレクション 2025 SPRING/SUMMER（代々木第一体育館）
  - 2025年3月22日、23日 - TBS AKASAKA COLLECTION produced by TGC（東京都港区・TBS赤坂BLITZスタジオ）
  - 2025年4月5日 - ※マイナビ TGC in 大阪・関西万博 2025（大阪市此花区・EXPOメッセ「WASSE」）純粋なTGCとしては大阪初開催
  - 2025年4月12日 - ※麻生専門学校グループ presents TGC KUMAMOTO 2025 by TOKYO GIRLS COLLECTION（グランメッセ熊本）
  - 2025年5月6日 - ※SETOLAS Holdings presents TGC KAGAWA 2025 by TOKYO GIRLS COLLECTION（香川県高松市・あなぶきアリーナ香川）
  - 2025年5月17日 - ※Fukuyama Rose Runway produced by TGC（広島県福山市・福山通運ローズアリーナ）
  - 2025年5月31日 - ※TGC teen ICHINOSEKI 2025（一関ヒロセユードーム）
  - 2025年6月1日 - TGC STAGE in GMOシブヤエンタメ祭（東京都渋谷区・代々木公園 BE STAGE）
  - 2025年7月5日、6日 - Kao presents TGC JAKARTA 2025（ インドネシア ジャカルタ・Plenary Hall, Jakarta Convention Center）東京ガールズコレクション in 北京以来約18年振りの海外開催[44]
  - 2025年7月29日 - TGC KIDS フェス 2025（東京都江東区・豊洲PIT）初の子供を対象としたイベント
  - 2025年7月30日 - TGC teen 2025 Summer（豊洲PIT）
- 第41回（2025年9月6日）- マイナビ 東京ガールズコレクション 2025 AUTUMN/WINTER（さいたまスーパーアリーナ）
  - 2025年9月7日 - TOKYO GENERATIONS COLLECTION（さいたまスーパーアリーナ）GENERATIONS from EXILE TRIBEとのコラボレーションイベント
  - 2025年10月11日 - ※TGC KITAKYUSHU 2025 by TOKYO GIRLS COLLECTION（西日本総合展示場新館）
  - 2025年10月12日 - ※TGC KIDS フェス KITAKYUSHU 2025（西日本総合展示場新館）
  - 2025年12月6日 -  ※ヒロマツホールディングス presents TGC HIROSHIMA 2025 by TOKYO GIRLS COLLECTION（広島グリーンアリーナ）
  - 2026年1月10日 - ※TGC SHIZUOKA 2026 for SDGs by TOKYO GIRLS COLLECTION（ツインメッセ静岡北館大展示場）

## 参加ブランド
第2回参加ブランド
- ALBA ROSA JAPAN, Apuweiser-riche, C.C.CROSS, CECIL McBEE, Chesty, DOUBLE STANDARD CLOTHING, GLOWGENIC, gMALOUSE, HbG, JAYRO, Jet Lag Drive, Joias, Jolly Boutique, Kai Lani, LIP SERVICE, MAISON GILFY, Private Label, RADEESSE, Ravijour, rienda, ROYAL PARTY, SWORD FISH, UNIVERVAL MUSE

第3回参加ブランド
- ANTIK DENIM, Apuweiser-riche, Bunny Doll, C.C.CROSS, CECIL McBEE, deicy, DOUBLE STANDARD CLOTHING, ECSTATIC, glasieux, gMALOUSE, HbG, Joias, LA CELEB, LIP SERVICE, MATERIAL GIRL, Private Label, Ravijour, rich, rosebullet, Silver JEANS, Spiral Girl, Supremacy, SWORD FISH

第4回参加ブランド
- ALBA ROSA JAPAN, alices, Apuweiser-riche, CECIL McBEE, DELYLE, DOUBLE STANDARD CLOTHING, gMALOUSE, HbG, JAYRO, Joias, Jolly Boutique, Kai Lani, L'EST ROSE, LIP SERVICE, LITIRA, MAISON GILFY, Private Label, RADEESSE, Ravijour, rich, rienda, SWORD FISH, UNIVERVAL MUSE, VIERGE

第8回参加ブランド
- ALBA ROSA JAPAN, Another Edition, Apuweiser-riche, Backs, BEAMS, CECIL McBEE, ef-de, FREE'S SHOP, JAYRO, JILL by JILLSTUART／JILLSTUART, Joias, Jolly Boutique, kitson, LAISSE PASSE, LIP SERVICE, LIZ LISA, MILKFED., MURUA, Pinky Girls, Ravijour, rich, snidel, Spiral Girl, theory, 31 Sons de mode

第9回参加ブランド
- Another Edition, BEAMS, Cecil Linc, CECIL McBEE, ef-de, FREE'S MART, GLAD NEWS, INDIVI, JILL by JILLSTUART, JUSGLITTY, Khaju SHIPS, JET BLUE, kitson, LIMITLESS LUXURY, LIP SERVICE, LIZ LISA, LOWRYS FARM, MILKFED., MILLION CARATS, MURUA, one spo, ROPE', snidel, TOPSHOP, 31 Sons de mode, SWAK, イセタン ガール, 洋服の青山, NickyHilton, FILA, UNIQLO, BACK NUMBER

第19回参加ブランド
- AG by aquagirl,AULA AILA,CECIL McBEE,DE TER NL,DIESEL,GARMENTSEVEN,J.FERRY,KATE SPADE SATURDAY,KIKKA THE DIARY OF,LADIVA by EDWIN,LIMITED EDITION VIVAYOU,PUNYUS,sophila,The SHEL'TTER TOKYO,UGG

## ミス東京ガールズコレクション

### 受賞者
- 第1回 グランプリ：上原千夏子
- 第2回 グランプリ：高橋李奈
- 第3回 AUBE賞：わだまゆこ、RAYCIOU賞：木崎芽衣、ファイナリスト：細貝沙羅[注 1] ほか2名
- 第4回 グランプリ：清穂久美子
- 第5回 グランプリ：渡辺早織、ファイナリスト：泉水星良、尹うり、陳佳奈、REIRA、田中優夏、尾崎ななみ、NEMI
- 第6回（'08 A/W） グランプリ：原瑞歩、準グランプリ：内屋英子、レイナ
- 第7回（'09 A/W） グランプリ：菜々緒、準グランプリ：門倉亜美、野崎萌香
- ミスTGC2014 グランプリ：池沢美緒、準グランプリ：マリレーナ、本谷紗己

## 放送

### 特集番組
- NHKBShi・BS2 「TOKYO REAL FASHION」 2時間
東京ガールズコレクションの約2週間後に、BShiで放送。後日、同じ内容のものをBS2で放送。2010秋冬ショーは当日録画で放送された。
- Fashion TV 「fashiontv in TOKYO GIRLS COLLECTION」[45] 3時間
- WWSチャンネル 「東京ガールズコレクション2013 Spring/Summer特設ページ」[46]
- WWSチャンネル  「東京ガールズコレクション2013 Autumn/Winter特設ページ」[47]
- WWSチャンネル  「東京ガールズコレクション2014 Spring/Summer特設ページ」[48]
- 『KNBスペシャル TGC TOYAMA2018 美と熱狂のランウェイ』北日本放送 2018年8月25日 13:55〜14:55

### 関連番組
- NHKテレビ「東京カワイイ★TV」